# Фино, Башким
Башким Фино (алб. Bashkim Fino; 12 октября 1962, Тирана — 29 марта 2021) — албанский политик, премьер-министр страны с марта по июль 1997 года.

## Биография
В 1986 году он окончил экономический факультет Университета Тираны, обучался управлению в Италии, Греции и Финляндии. После этого он работал экономистом в Гирокастре, и в 1992—1996 годах был мэром этого города. Был женат, имел двоих детей.
11 марта 1997 президент страны демократ Сали Бериша, столкнувшись с восстанием обманутых вкладчиков и широких народных масс, назначил Фино, члена оппозиционной Социалистической партии Албании, на должность премьер-министра для достижения единства нации. Фино занимал пост главы правительства до всеобщих выборов 1997 года, на которых социалисты, которых возглавлял Фатос Нано, получили значительное преимущество.
По состоянию на 2014, Фино являлся членом парламента от округа Корча. Кроме того, Фино преподавал в Политической академии Социалистической партии Албании.
Умер 29 марта 2021 года от COVID-19 в возрасте 58 лет.